# ゆーがらお友達
「ゆーがらお友達」（ゆーがらおともだち）は、キング・クリームソーダの6枚目のシングル。2016年9月28日にFRAMEから発売された。

## 概要
表題曲「ゆーがらお友達」は、テレビアニメ『妖怪ウォッチ』の6代目オープニングテーマおよびニンテンドー3DSのゲームソフト『妖怪ウォッチ3 スシ』のテーマソングに使用された。リズムと繰り返しのフレーズが特徴で、子供から大人まで幅広い層に親しまれている。
カップリング曲「独立宣言」は、同じくニンテンドー3DSのゲームソフト『妖怪ウォッチ3 テンプラ』のテーマソングに起用された。

## 音楽性と歌詞
作詞はmotsuと高木貴司、作曲・編曲は菊谷知樹が担当。歌詞は「You got a（ゆーがら）お友達」というフレーズを中心に、友情や絆の大切さをユーモラスかつ温かく描いている。寿司やシャリとネタのハーモニーなど、日本文化を取り入れた比喩も印象的である。

## 収録内容

### CD
1. ゆーがらお友達 (4:23)
2. 独立宣言 (4:29)
作詞：motsu & 高木貴司 / 作曲・編曲：菊谷知樹 / 歌：キング・クリームソーダ
3. ゆーがらお友達（オリジナルカラオケ）(4:24)
4. 独立宣言（オリジナルカラオケ）(4:27)

### DVD
1. ゆーがらお友達  Music Video
2. ゆーがらお友達  Dance Video
3. ゆーがらお友達（アニメオープニングバージョン）